# Ischnodemus
Ischnodemus is een geslacht van wantsen uit de familie bodemwantsen (Lygaeidae). Het geslacht werd voor het eerst wetenschappelijk beschreven door Franz Xaver Fieber in 1837.

## Soorten
Het genus bevat de volgende soorten:

- Ischnodemus agilis (Spinola, 1852)
- Ischnodemus aleocharoides (Jakovlev, 1906)
- Ischnodemus ambiguus Slater, J.A., P.D. Ashlock & D.B. Wilcox, 1969
- Ischnodemus antennatus Slater & Wilcox, 1969
- Ischnodemus asciaformis Slater, J.A. & B.J. Harrington, 1970
- Ischnodemus atricolor Berg, 1892
- Ischnodemus badius Van Duzee, 1909
- Ischnodemus basalis Walker, F., 1872
- Ischnodemus basilewskyi Slater, J.A., 1964
- Ischnodemus bequaerti Slater, J.A., 1964
- Ischnodemus bosqi Slater & Wilcox, 1969
- Ischnodemus brevicornis (Stal, C., 1855)
- Ischnodemus brevirostris Bergroth, E., 1916
- Ischnodemus brincki Slater, J.A., 1964
- Ischnodemus brunnipennis (Germar, 1838)
- Ischnodemus brusai Dellapé, P. M. & Montemayor, 2009
- Ischnodemus canaliculus Slater, J.A., 1964
- Ischnodemus canus Slater, J.A., 1967
- Ischnodemus caspius Jakovlev, 1871
- Ischnodemus congoensis Slater, J.A., 1964
- Ischnodemus conicus Van Duzee, 1909
- Ischnodemus crassipes Slater, J.A., 1964
- Ischnodemus cubanus Alayo & Grillo, 1982
- Ischnodemus dentatus Wagner, 1963
- Ischnodemus diplachne Slater, J.A. & B.J. Harrington, 1970
- Ischnodemus discolor (Walker, 1870)
- Ischnodemus falicus Say, 1832
- Ischnodemus fallax Slater, J.A. & B.J. Harrington, 1970
- Ischnodemus formosensis Slater & Wilcox, 1969
- Ischnodemus fulvipes (De Geer, 1773)
- Ischnodemus fumidus Slater, J.A., P.D. Ashlock & D.B. Wilcox, 1969
- Ischnodemus gayi (Spinola, 1852)
- Ischnodemus genei (Spinola, 1837)
- Ischnodemus grossinigrus Slater & Wilcox, 1969
- Ischnodemus grossus Slater, J.A., 1964
- Ischnodemus hesperius Parshley, 1922
- Ischnodemus inambitiosus White, F.B., 1879
- Ischnodemus inornatus Slater, J.A. & B.J. Harrington, 1970
- Ischnodemus intermedius Blatchley, W.S., 1926
- Ischnodemus jaxartensis Reuter, 1885
- Ischnodemus lactipennis Slater & Wilcox, 1969
- Ischnodemus linearis (Stal, C., 1855)
- Ischnodemus lobatus Van Duzee, 1909
- Ischnodemus madagascariensis Slater, J.A. & D.B. Wilcox, 1970
- Ischnodemus mendax Slater, J.A. & B.J. Harrington, 1970
- Ischnodemus missouriensis Froeschner, 1944
- Ischnodemus montanus Slater, J.A. & B.J. Harrington, 1970
- Ischnodemus neotropicalis Slater & Wilcox, 1969
- Ischnodemus nigripes Stal, C., 1874
- Ischnodemus nigromaculatus Slater & Wilcox, 1969
- Ischnodemus nigrostillatus Stal, 1858
- Ischnodemus nigrovenosus Slater, J.A. & D.B. Wilcox, 1969
- Ischnodemus noctulus Distant, 1901
- Ischnodemus notandus Slater, J.A. & D.B. Wilcox, 1969
- Ischnodemus oblongus (Fabricius, 1803)
- Ischnodemus obversus Slater, J.A. & B.J. Harrington, 1970
- Ischnodemus ocellaris Slater, J.A. & B.J. Harrington, 1970
- Ischnodemus ochripes (Stal, C., 1855)
- Ischnodemus oculatus Slater, J.A., 1967
- Ischnodemus orientalis Vinokurov & J.A. Slater, 1987
- Ischnodemus parabasalis Slater, J.A., 1964
- Ischnodemus paramoides Slater & Wilcox, 1969
- Ischnodemus parathoracicus Slater, J.A. & B.J. Harrington, 1970
- Ischnodemus parvulus Alayo, 1982
- Ischnodemus perplexus Slater, J.A. & B.J. Harrington, 1970
- Ischnodemus praecultus Distant, 1882
- Ischnodemus proprius Slater, J.A., 1966
- Ischnodemus pseudotibialis Slater, J.A. & D.B. Wilcox, 1969
- Ischnodemus pulchellus Slater, J.A. & D.B. Wilcox, 1969
- Ischnodemus pullus Slater & Wilcox, 1969
- Ischnodemus quadratus Fieber, 1837
- Ischnodemus ranavalonus Slater, J.A. & D.B. Wilcox, 1970
- Ischnodemus robustus Blatchley, 1926
- Ischnodemus rottensis Statz & Wagner, 1950
- Ischnodemus rufipes Van Duzee, 1909
- Ischnodemus sabuleti (Fallén, 1826)
- Ischnodemus sallei (Signoret, 1857)
- Ischnodemus schoutedeni Slater, J.A., 1964
- Ischnodemus severus Slater & Wilcox, 1969
- Ischnodemus signoretii Berg, 1883
- Ischnodemus sinuatus J. A. Slater, Ashlock & Wilcox, 1969
- Ischnodemus slateri Alayo & Grillo, 1982
- Ischnodemus slossonae Van Duzee, 1909
- Ischnodemus slossoni Van Duzee, 1909
- Ischnodemus sordidus Slater, 1968
- Ischnodemus spatulatus Slater & Wilcox, 1969
- Ischnodemus staliellus Slater & Wilcox, 1969
- Ischnodemus stalii (Signoret, 1857)
- Ischnodemus subflavus Slater & Wilcox, 1969
- Ischnodemus suturalis Horváth, 1883
- Ischnodemus tenebrosus Slater, J.A. & B.J. Harrington, 1970
- Ischnodemus thoracicus (Distant, W.L., 1909)
- Ischnodemus tibialis Stål, 1860
- Ischnodemus tibialoides Slater, J.A. & D.B. Wilcox, 1969
- Ischnodemus torquatus Slater, J.A. & B.J. Harrington, 1970
- Ischnodemus transitius Slater, J.A. & D.B. Wilcox, 1969
- Ischnodemus ulugurus Scudder, G.G.E., 1962
- Ischnodemus umbrosus Slater, J.A. & B.J. Harrington, 1970
- Ischnodemus variegatus (Signoret, 1857)
- Ischnodemus venustus Slater, J.A., 1964
- Ischnodemus wittei Slater, J.A., 1964
- Ischnodemus yakuensis (Hidaka, 1959)
- Ischnodemus zavattarii Mancini, C., 1953